# Matra MS11
Chronologie des modèles (1968)
Matra MS10 Matra MS80
La Matra MS11 est une monoplace de Formule 1 engagée en 1968, pilotée par Jean-Pierre Beltoise et Henri Pescarolo pour le compte de l'écurie officielle Matra Sports.

## Historique

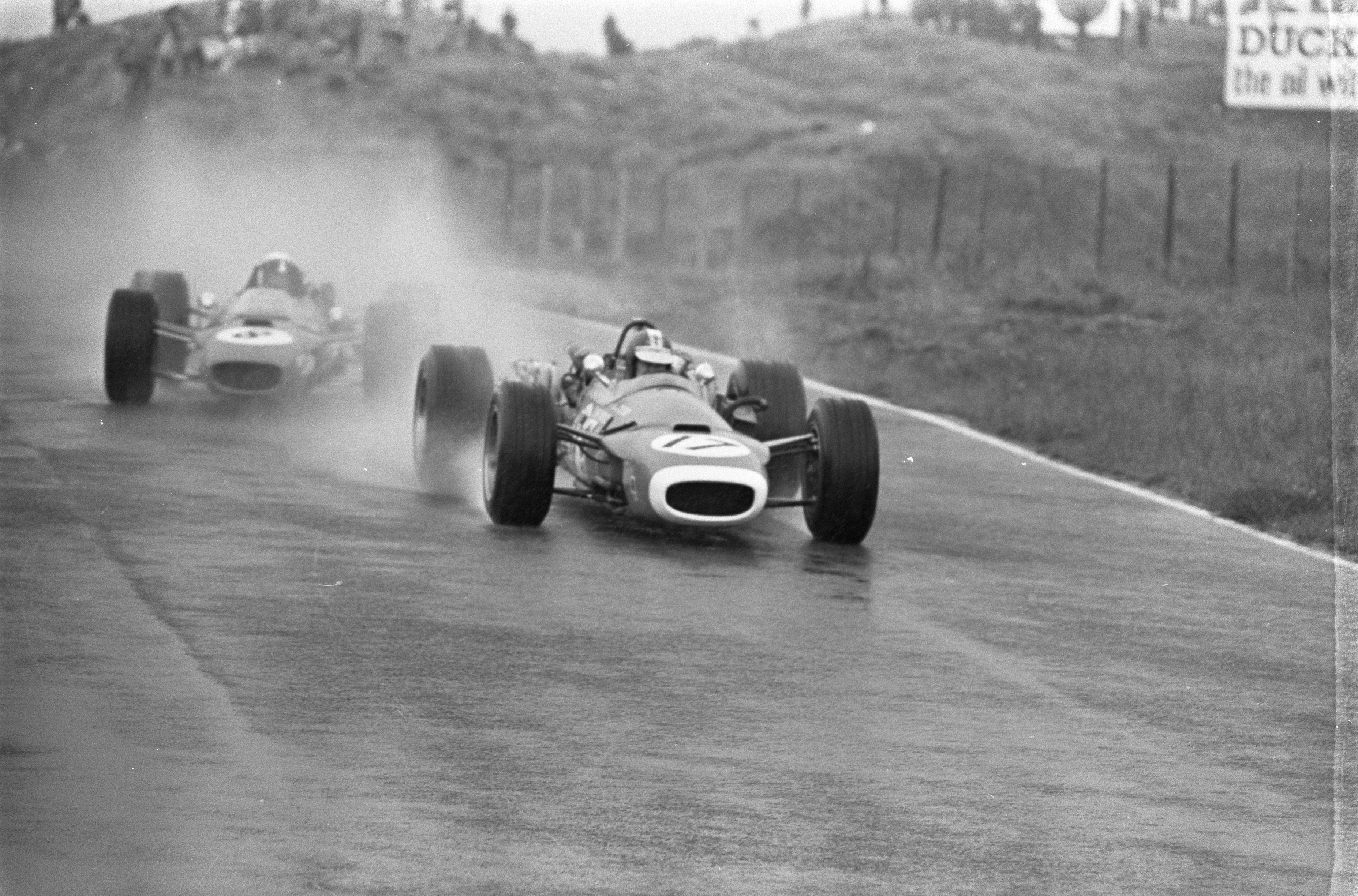
La Matra MS11 de Jean-Pierre Beltoise s'achemine vers la deuxième place du Grand Prix des Pays-Bas. Elle précède la Matra MS10 de Jackie Stewart, futur vainqueur de la course, sur le point de prendre un tour d'avance.

Équipée du moteur Matra MS9 à douze cylindres en vé à 60°, élaboré sous la direction de Georges Martin, la MS11 est une monoplace à structure monocoque dérivée, comme la Matra MS10 à moteur V8 Ford-Cosworth, de la MS7 de Formule 2. Le moteur Matra n'étant pas porteur, il repose sur un berceau composé de deux caissons faisant également office de réservoirs de carburant. À l'exception de la partie arrière, la MS11 est semblable à la MS10, les suspensions des deux modèles étant interchangeables. Doté d'une distribution à deux doubles arbres à cames en tête, le V12 MS9 pèse 173 kg. Il est alimenté par un système d'injection indirecte Lucas. Il est couplé à une boîte de vitesses Hewland FG400 à cinq rapports. Achevé fin 1967, le premier exemplaire du V12 MS9 délivrait, au banc, 395 chevaux à 10500 tr/min, sa puissance atteignant 420 chevaux à la fin de la saison 1968. D'une conception très robuste, la Matra MS11 pèse 600 kg à vide, soit 100 de plus que le poids minimum autorisé.
La première MS11 construite fit ses premiers tours de roues aux mains de Jean-Pierre Beltoise le 29 février 1968 à Vélizy, l'essai étant rapidement interrompu à cause de la rupture d'un joint de culasse. Une seconde séance d'essais est organisée courant mars sur le Circuit Bugatti, au Mans, sur piste humide, avec de nouveaux problèmes de surchauffe qui retarderont les débuts en course, initialement prévus à l'occasion du Grand Prix d'Espagne. La Matra V12 fit sa première apparition officielle à Monaco, au moment des évènements de mai 68. Beltoise avait à sa disposition les deux premiers exemplaires construits, le premier avec radiateur d'huile latéral, le second (choisi pour la course) avec cet élément intégré à la calandre. La voiture s'avéra assez difficile à maîtriser sur ce circuit tortueux, la direction étant très dure et le moteur brutal à haut régime. avec Le pilote français parvint néanmoins à se qualifier en huitième position, mais en début de course un contact avec le rail de sécurité provoqua la rupture d'un élément de suspension avant. Deux semaines plus tard, au Grand Prix automobile de Belgique 1968, Beltoise utilisa le châssis numéro 1, dont le moteur mal réglé ne lui permit pas d'être compétitif. Après un ravitaillement en course imposé par une surconsommation de carburant, il termina à la huitième et dernière place, à trois tours du vainqueur Bruce McLaren. Aux essais du Grand Prix des Pays-Bas, malgré un système d'échappement modifié, la MS11 n'est toujours pas compétitive. Au moment du départ, il pleut légèrement et la plupart des pilotes ont opté pour des pneus intermédiaires. Sachant qu'il doit effectuer un ravitaillement qui lui offre une possibilité de changement, Beltoise s'élance avec des pneus «pluie», un choix payant car la course va se dérouler sous de violentes averses, permettant au Français de décrocher, malgré un arrêt et deux tête-à-queue, une surprenante deuxième place (derrière la MS10 de Jackie Stewart), assortie du meilleur tour en course. La suite de la saison sera moins brillante, avec pour seul résultat probant une cinquième place au Grand Prix d'Italie. En fin de saison, Henri Pescarolo disposa du troisième châssis MS11 construit et vint épauler Beltoise pour les épreuves nord-américaines, sans plus de succès. Jean-Luc Lagardère, alors directeur général de Matra, ayant pris la décision de ne faire courir que des Matra à moteur Cosworth pour la saison 1969 de F1, les MS11 firent leur dernière apparition en Grand Prix à Mexico.